# أغسطس تشارلز غريغوري
أغسطس تشارلز غريغوري (بالإنجليزية: Augustus Charles Gregory)‏ هو مستكشف وجيولوجي أسترالي، ولد في 1 أغسطس 1819 في نوتنغهام في المملكة المتحدة، وتوفي في 25 يونيو 1905 في بريزبان في أستراليا.

## وصلات خارجية
- أغسطس تشارلز غريغوري على موقع الموسوعة البريطانية (الإنجليزية)